# Kelvin Graham
Kelvin Graham (n. 27 aprilie 1964) este un caiacist ce a reprezentat Australia, medaliat olimpic. A participat la 2 ediții ale Jocurilor Olimpice (1988, 1992) în care a câștigat două medalii de bronz.